# Contea di Gotland
La contea di Gotland (in svedese Gotlands län) è una delle contee o län della Svezia,  situata a Gotland, la maggiore isola del mar Baltico.
La contea comprende un solo comune, Gotland.
Il suo capoluogo Visby è stato uno dei maggiori porti commerciali della Lega anseatica.
Tra gli anni 1969 e 1970 è stato il set della serie televisiva per ragazzi Pippi Calzelunghe.

## Aree naturali
In questa contea si trova il parco nazionale Gotska Sandön.